# Yanwanxiang (ort i Kina, Shaanxi, lat 34,03, long 106,98)
Yanwanxiang är en ort i Kina. Den ligger i provinsen Shaanxi, i den nordvästra delen av landet, omkring 180 kilometer väster om provinshuvudstaden Xi'an. Antalet invånare är 4 327. Befolkningen består av 1 999 kvinnor och 2 328 män. Barn under 15 år utgör 12,0 %, vuxna 15-64 år 77 %, och äldre över 65 år 10,0 %.
Runt Yanwanxiang är det ganska glesbefolkat, med 22 invånare per kvadratkilometer. Närmaste större samhälle är Pingmu, 7,9 km sydost om Yanwanxiang. I omgivningarna runt Yanwanxiang växer i huvudsak blandskog.
Genomsnittlig årsnederbörd är 985 millimeter. Den regnigaste månaden är juli, med i genomsnitt 205 mm nederbörd, och den torraste är december, med 2 mm nederbörd.